# Lộ Bắc
Lộ Bắc (路北区) là một quận thuộc địa cấp thị Đường Sơn, tỉnh Hà Bắc, Cộng hòa Nhân dân Trung Hoa. Quận này có diện tích 113 ki-lô-mét vuông, dân số năm 2003 là 590.000 người. Quận này được chia thành 11 nhai đạo và 1 hương.
- Nhai đạo: Kiều Đồn, Hà Bắc Lộ, Hang Diêu, Long Đông, Văn hóa Lộ, Điến Ngư Đài, Đông Tân Thôn, Cơ Trường Lộ, Đại Lý, Quang Minh, Tường Vân Đạo.
- Hương: Quả Viên.